# Diritti LGBT in Lussemburgo
In Lussemburgo le persone LGBT sono protette dalle discriminazioni e le coppie omosessuali godono degli stessi diritti delle coppie eterosessuali (eccetto per la donazione del sangue).

## Legge sull'attività sessuale tra persone dello stesso sesso
L'omosessualità è stata depenalizzata nel 1794 (quando il paese era di proprietà francese).
L'articolo 372 del codice penale stabilisce che l'età del consenso è di 16 anni, indipendentemente dall'orientamento sessuale e/o dal genere. Questa è stata aumentata a 18 per l'attività sessuale tra persone dello stesso sesso nel 1971 ma, con l'aggiunta dell'articolo 372bis al codice penale, tale differenza è stata abrogata nel 1992.

## Identità / espressione di genere
Il diritto al cambiamento legale del proprio genere richiede la sterilizzazione.

## Adozione e pianificazione familiare

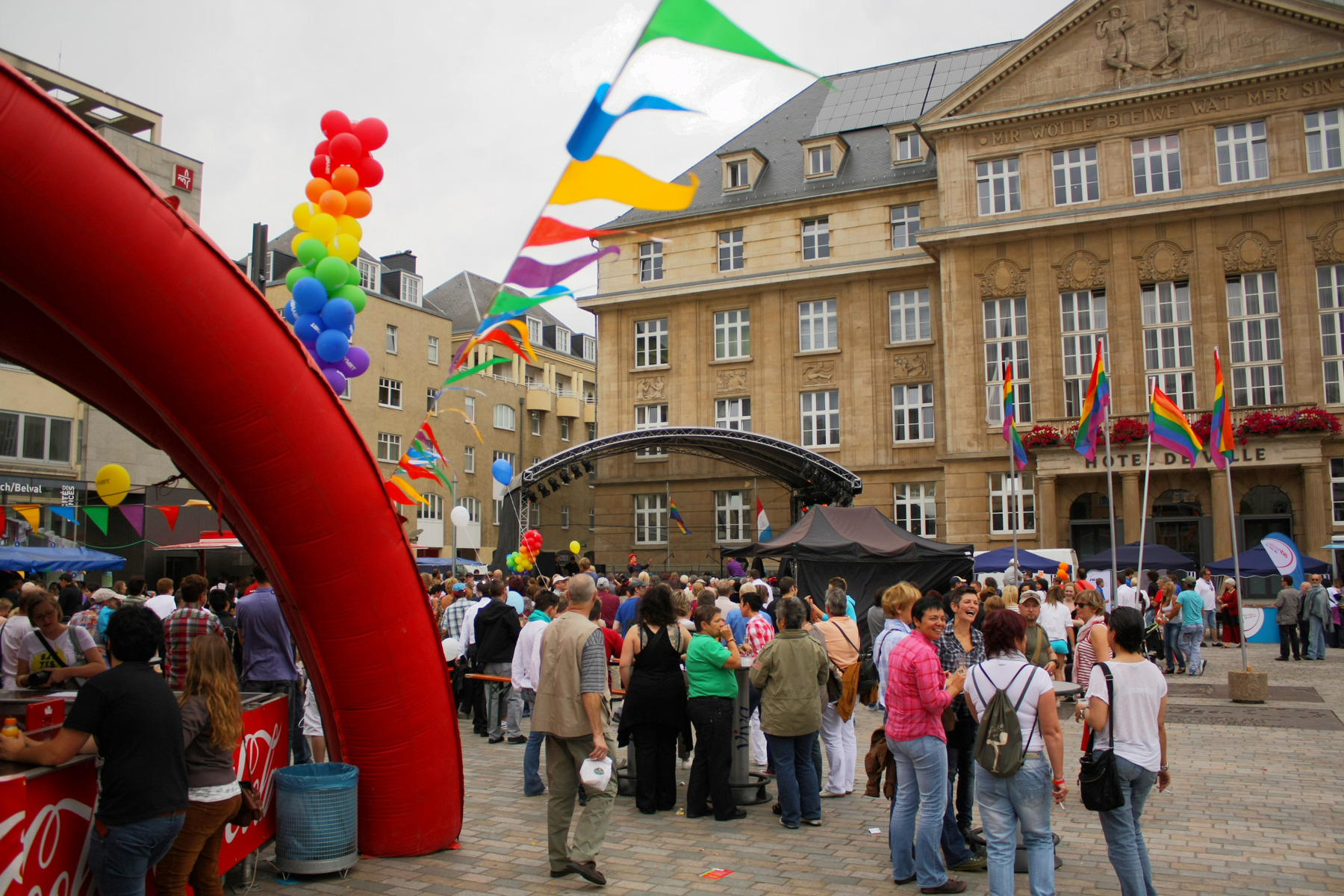
Gaymat-Festival del 2011

Dopo un voto parlamentare nel giugno 2014, i diritti di adozione completa per le coppie dello stesso sesso sono entrati in vigore il 1º gennaio 2015.
Le coppie lesbiche, possono ottenere l'accesso all'IVF e al trattamento di inseminazione medicalmente assistita.

## Riconoscimento delle relazioni tra persone dello stesso sesso
Le unioni civili sono disponibili in Lussemburgo dal 1º novembre 2004. Le unioni civili sono chiamate partenariat enregistré (francese: unione registrata) e sono basate sul modello PACS francese.
Nel 2009 il governo lussemburghese ha annunciato l'intenzione di legalizzare il matrimonio tra persone dello stesso sesso tuttavia, dopo un lungo ritardo, la votazione finale si è svolta solo nel giugno 2014, passando con 56 voti a 4, entrando in vigore il 1º gennaio 2015.

## Protezioni dalle discriminazione
Esiste una legge anti-discriminazione che proibisce la discriminazione (sia diretta che indiretta) basata sull'orientamento sessuale e sul "cambio di sesso" (all'interno della definizione di sesso) in materia di occupazione, istruzione, sicurezza sociale, assistenza sanitaria e fornitura di beni e servizi.
La legislazione sul crimine di odio si riferisce a queste caratteristiche come fattori aggravanti per un crimine.
I cittadini lussemburghesi sono autorizzati a prestare servizio nelle forze armate indipendentemente dall'orientamento sessuale.

## Opinione pubblica
Un sondaggio Eurobarometro pubblicato nel dicembre 2006 ha mostrato che il 58% dei lussemburghesi intervistati sostiene il matrimonio egualitario e il 39% sostiene l'adozione da parte di coppie formate da persone dello stesso sesso.

## Tabella riassuntiva
| Depenalizzazione dell'omosessualità                                                                           | (dal 1794)                    |
| Uguale età del consenso rispetto agli eterosessuali                                                           | (tranne dal 1971 al 1992)     |
| Divieto di discriminazione nel posto di lavoro                                                                | Si                            |
| Divieto di discriminazione nella fornitura di beni e servizi                                                  | Si                            |
| Leggi anti-discriminazione in tutti gli altri settori (inclusa discriminazione diretta ed espressioni d'odio) | Si                            |
| Divieto di discriminazione in base all'identità di genere                                                     | Si                            |
| Matrimonio egualitario                                                                                        | (dal 2015)                    |
| Unione civile                                                                                                 | (dal 2004)                    |
| Step-child adoption                                                                                           | (dal 2015)                    |
| Adozione congiunta per le coppie dello stesso sesso                                                           | (dal 2015)                    |
| Diritto per le persone LGBT di poter servire nelle forze armate                                               | Si                            |
| Diritto di cambiare genere legale                                                                             | (richiede la sterilizzazione) |
| Maternità surrogata per le coppie omosessuali                                                                 | ?                             |
| Accesso alla fecondazione in vitro per le lesbiche                                                            | Si                            |
| Permesso di donare il sangue                                                                                  | No                            |